# Mansellia annulata
Mansellia annulata är en insektsart som beskrevs av Bo Tjeder 1992. Mansellia annulata ingår i släktet Mansellia och familjen fjärilsländor. Inga underarter finns listade i Catalogue of Life.